# Пуголовочка Браунера

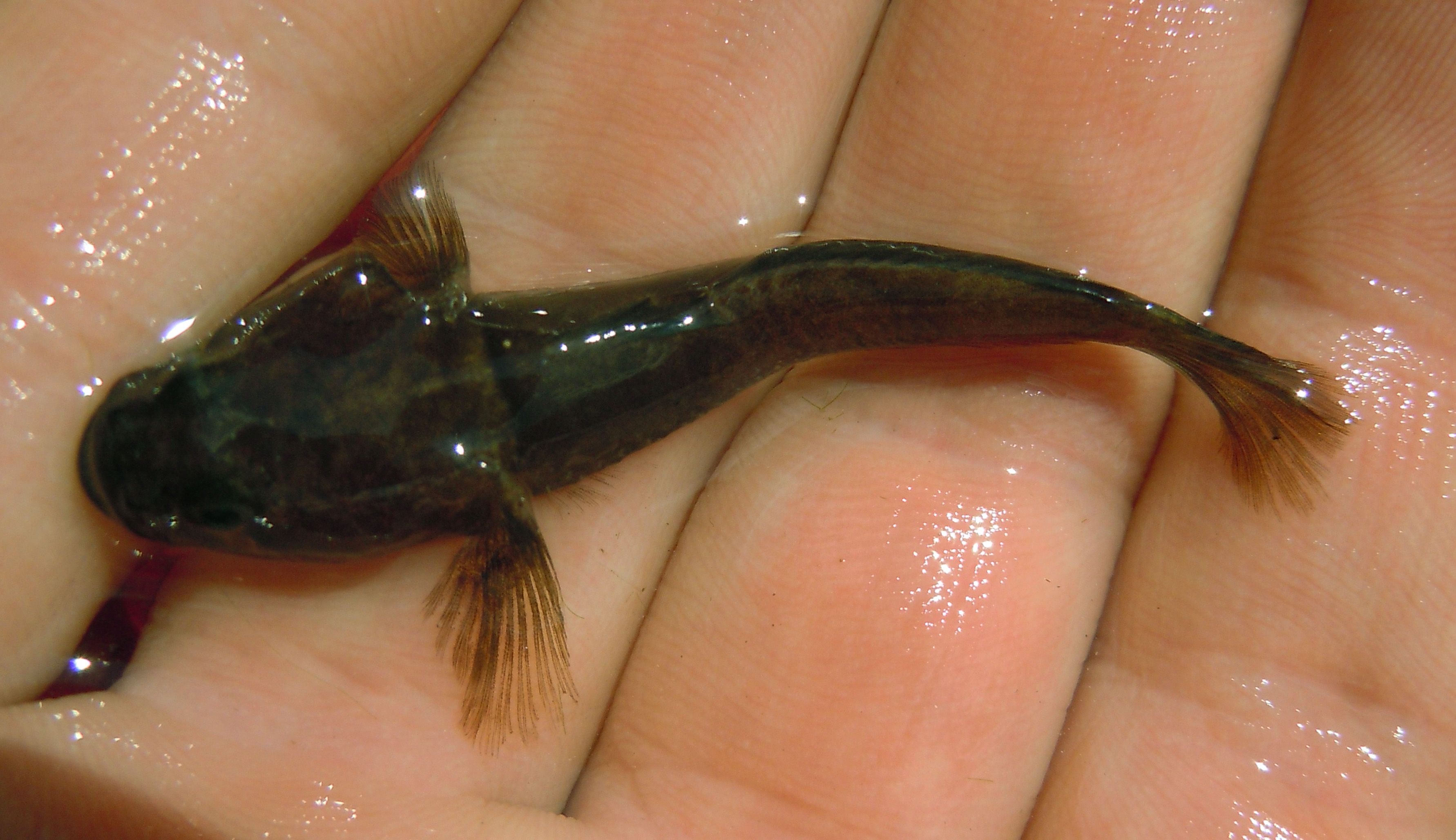
Пуголовочка Браунера з Південного Бугу в селі Ракове, Миколаївська область

Пуголовочка Браунера (Benthophiloides brauneri) — вид риб родини Бичкових. Відома в дельтах річок і сильно розпріснених ділянках Чорного, Азовського і Каспійського морів.